# شعر غنائي

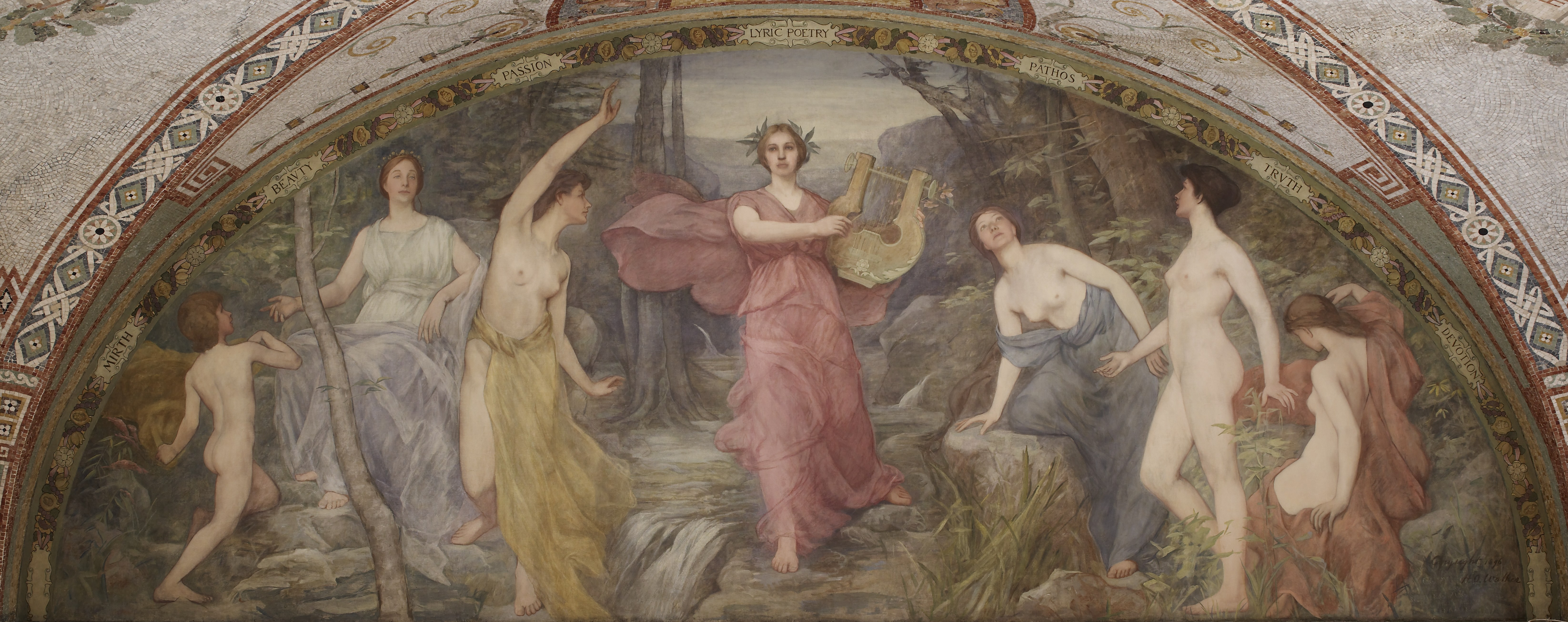
الشعر الغنائي هو نوع من الشعر يمتاز بالتعبير عن المشاعر والأحاسيس الشخصية للكتّاب. يُعتبر من أقدم أشكال الشعر.

الشعر الغنائي وقد يسمَّى بالشعر الوجداني ،وهو يعني ذلك التعبير عن العواطف الخالصة في مجالاتها المختلفة من فرح وحُزن وحب وبغض، وما إلى ذلك من المشاعر الإنسانية. ويعد هذا اللون أقدم أشكال الشعر في الأدب العربي، فقد كان الشعراء القدامى يعبرون تعبيراً خالصًا عن هذه المشاعر الإنسانية وقد يكون هذا التعبير مصورًا لذات الشاعر ومشاعره.

## تأصيل الكلمة
ارتبط منذ نشأته بالموسيقى والغناء ومن هنا سمي بالشعر الغنائي.لقد اختلف القدامى والمحدثون في تحديد الشعر الغنائي فانطلق الفريق الأول من شكله الخارجي وانطلق الفريق الثاني من المضمون في التعريف به وذلك لأن القدامى كانوا يتغنون الشعر فيرتبون أبياتها بطريقة تيسر لهم إنشاده وترتيله في حين يرى البعض أنه تعبير عن ما في قلب الإنسان من عاطفة وأحاسيس متتالية ينسج عنها قصائد غنائية تنبع من صميم قلب الشاعر لتصل إلى قلب المتلقي ويمتاز الشعر الغنائي بحرارته وتأثيره في المتلقي ويشبع فيه التفجير الداخلي والطفرات اللفظية.

## سمات الشعر الوجداني في الأدب العربي
يمتاز الشعر الغنائي كغيره من أنماط الشعر عند وصفه شيء معين أنه لا يقتصر على الجانب المادي وحده لأن عاطفته وطموحه يتجاوزان الإحساس بالواقع بل يسعى لبلوغ سر الأسباب ويصبح شعره نوعاً من ارتياد إلى عوالم ما وراء الطبيعة يرسم ملامحها وحدودها وساكنيها ويعيش في هذه العوالم في قصيدته التي دائماً ما تكون في حبيب أو أخ أو شخص غائب عن النظر فيعيش معه في القصيدة.
هذا اللون من الشعر استأثر بطاقة الشعر العربي، وفجر ينابيعها الفنية حين تحوّل إلى موضوعات وأغراض، كالغزل والوصف والحماسة والمديح والرثاء والهجاء والفخر والزهد والحكمة. وقد ترك هذا التوجه للشعر الغنائي ميراثًا هائلاً يتدفق حيوية وجمالاً وهو ماعرف بديوان العرب.
وقد استمرت موضوعات الشعر الغنائي في التعبير عن الذات الإنسانية وعن تقلباتها وعن أفراحها وأحزانها حتى وقتنا الحاضر. ولكن التطور الحضاري والفكري بدل فيها بعض التبديل؛ فلم يعد المدح يدور حول الشجاعة والعدل مثلاً أو يتغنَّى بالعفة والفضائل الخلقية، ولكنه توجه للتغني والتعبير عن وجدان الأمة وبطولاتها ومآثرها القومية كما ينشد التقدم والرخاء ويدعو للحاق بركب الأمم، وهكذا ظلت موضوعات الشعر الغنائي باقية متجددة ولكن في تعبير أقرب إلى حياتنا المعاصرة.
تحول الشعر الغنائي من عاطفته المشبوبة وغزله الصريح ووصفه لمحاسن المرأة إلى فكرة ورؤية ورمزٍ وأُنموذج. وبذلك اتسع مداه ليشمل ما يمور به الكون من تأمل واستبصار، وشوق وحنين، وألم وأمل، وفرح وحزن، وإن ظل الشعر الغنائي أو الوجداني هو سيد التعبير عن عواطف الشعراء غير منازع.

## مراحل الشعر الغنائي في الأدب العربي
مرّ الشعر الغنائي كغيره من أنواع الشعر العربي بمراحل متعددة فقد كان الشعر الغنائي في أوج ازدهاره في العصر الجاهلي كغيره من أنواع الشعر العربي ويعدّ المراقبون والباحثون أن هذا العصر هو العصر الذهبي للشعر الغنائي فقد كان يتسابق الشعراء في البحث عن الجودة والمنافسة في زمن كان الشاعر يعادل ألفا من جنود القبيلة في المعركة لما لهذا الفن من تأثير في نفوس المتلقين وسهوله أثارت عواطفهم، ومن أشهر شعراء هذا العصر عدي بن ربيعة التغلبي الذي لقب بزير النساء لكثرة مجالسته النساء وكان يقضي أيامه في اللهو وشرب الخمر وقد قدم قصيدة في رثاء أخيه كليب بعدما قتل وشبت معركة الأربعين عام وهي حرب البسوس يقول فيها :
أبكي والنجوم مطلعات كان لم تحوها عني البحار
على من لو نعيت وكان حيا لقاد الخيل يحجبها الغبار
ومن شاعرات العصر الجاهلي كانت الخنساء وهي أم عمرو بنت عمرو بن الشريد السلمية كتبت لها ديوان في رثاء أخويها معاوية وصخر بعد مقتلهما فتجد في هذا الديوان عبارة عن مأتم يسمع فيه عويل النائمات وندب النادبات وهو ديوان امرأة أصيبت في الصميم وفقدت من تحب في معركة تقول في أبيات ترثا فيها أخوها صخر وهو الأخ الطيب المقرب إلى قلبها :
فلا والله لا أنساك حتى أفارق مهجتي ويشق رمسي
فيا لهفي عليه ولهف أمي أيصبح في الضريح وفيه يمسي
وهنالك العديد من عظماء الشعر الغنائي أمثال قس بن ساعدة
وبعد ظهور الإسلام في شبة الجزيرة العربية تحولت الذائقة عن الشعر واهتمت بنوع ليس بجديد ولكن كان مهمشاً ( فن الخطابة ) فقد حل محل الشعر في أثارت عواطف المتلقين وشحذ الهمم ولكن الشعر الغنائي لم يتأثر بهذه الموجة من التغير بل على العكس بقى يتربع قمة الهرم وعلى مستوى الرقي نفسه ومن أشهر شعراء العرب المسلمين حطان بن المعلي وكان له ديوان يسمى (( الحماسة )) ومتمم بن نويرة وهو من الصحابة ومن إشراف قومه اشتهر في العصر الجاهلي وعصر صدر الإسلام قُتِلَ أخوه في معركة الردة وهو يقول في أبياته عندما مرّ على قبر أخيه مالك وبكى؛ فشاهده بعض القوم وقالوا له أنتَ تبكي ؟؟!!
لقد لامني عند القبور على البكا / صديقي لتذرافِ الدموع السوافك
يقول: أتبكي كل قبرٍ رأيته / لقبر ثوى بين اللوى فالدكادك
فقلت له: أن الشجى يبعث الشجى / فــدعني فهذا كـله قبر مالك
أما في العصر الأموي فلم يتغير الشعر عن حاله بل أصبح شعراءهم يهيمون في بلاد الغربية بعد أن هدرت دماءهم من قبل قبائلهم وملوكهم لان الشعراء كان عندما يقع في الحب يتغزل في مدح حبيبته وهذا من جعل منهم متشردين هاربين من القتل هذا ما حجم الشعر الغنائي ووضعه في مساحة ضيقة لا تليق بهذا الشعر الذي استمر ملايين السنين ومن أشهر الشعراء هذا العصر جميل بثينة وهو جميل بن عبد الله بن معمر وكان من قبيلة تشتهر بالجمال والعشق أحب قريبته (بثينة) فنسب إليها وهدر دمه بعد هذا الحب ليهرب إلى مصر .
لقد فرح الواشون أن صرمت حبلي بثينة أو أبدت لنا جانب النجل
يقولون : مهلا يا جميل وإنني لا قسم ما لي عن بثينة من مهل
ومن شعراء هذا العصر قيس لبنى وقيس ابن الملوح بن مزاحم العامري ((مجنون ليلى )) وقد كان يعشق ليلى حتى جن من العشق وبعدما تقدم لها رفض أهلها الزواج به لأنه كان يذكرها في إشعاره فتزوجت برجل أخر وأصبح يتردد عليها وهي متزوجة حتى علم أهالها فأخبروا السلطان فهدر دمه وهرب إلى الحجاز وهنالك مات وحده على جبل من الصخور في عام 688م .
بعد أن كان الملوك يستحلون دماء الشعراء جاء عصراً يمجدهم ويخلدهم جاء العصر العباسي الذي جعل من بغداد عاصمة الخلافة الإسلامية ومركزاً وقبلة لطلبة العلم والعلوم وساحة يتبارز فيها الشعراء بشعرهم ومن أشهر شعراء هذا العصر الشريف الرضي والعباس بن الأحنف وأبو فراس الحمداني ومن أشهر قصائده
أقول وقد ناحت بقربي حمامةَ أيا جارتا هل تشعرين بحالي
معاذ الهوى ما ذاقت طارقة النوى ولا خطرت منك الهموم ببالي
ومن رواد شعراء هذا العصر المتنبي وابن الرومي .
أما في العصر الحديث فقد كان الكل يبحث عن التغير حتى طال هذا اللون من الشعر ومر بمراحل تغير طفيفة حتى أصبح على ما هو علية من أنواع متعددة والألوان مختلفة ولكنه لم يفقد بريقه بين أنواع الشعر خاصة وباقي الفنون عامة بل استمر بصموده ورواده المتجددين مع كل عصر بالبقاء في قمة الهرم الشعري ومن أشهر شعراء هذا العصر أبو القاسم الشابي والشاعر القروي والأخطل الصغير اللبناني والشاعر العراقي بدر شاكر السياب والشاعر خليل مطران وأمير الشعراء أحمد شوقي وإبراهيم ناجي وإيليا أبو ماضي وعدد كبير من الشعراء وقصائد غنائية لشعراء لم تذكر أسماءهم فقد كان هذا العصر ازدهار للشعر الغنائي بسبب التحرر وتلاشي التقاليد القبلية .
عدت يا يوم مولدي
عدت أيها الشقي
الصبا ضاع من يدي
وغزا الشيب مفرقي
ليت – يا يوم مولدي
كنت يوماً بلا غد !!!
إنا عمرٌ بلا شباب
وحياة بلا ربيع
اشتري الحب
بالعذاب !!
فمن يبيع ؟؟